# Freedom of Choice
Freedom of Choice è il terzo album in studio del gruppo musicale statunitense Devo, pubblicato il 16 maggio 1980 dalla Warner Bros.
Con questo album i Devo hanno completato la loro transizione verso il genere synth-pop, producendo probabilmente il loro sforzo più musicalmente coeso nel processo. I sintetizzatori sono ora pienamente integrati nel sound della band.

## Tracce
Lato A
1. Girl U Want – 2:55 (Mark Mothersbaugh, Gerald V. Casale)
2. It's Not Right – 2:20 (M. Mothersbaugh)
3. Whip It – 2:37 (M. Mothersbaugh, G. V. Casale)
4. Snowball – 2:28 (M. Mothersbaugh, G. V. Casale)
5. Ton o' Luv – 2:29 (G. V. Casale)
6. Freedom of Choice – 3:28 (M. Mothersbaugh, G. V. Casale)

Lato B
1. Gates of Steel – 3:26 (G. V. Casale, M. Mothersbaugh, Sue Schmidt, Debbie Smith)
2. Cold War – 2:30 (Robert Mothersbaugh/G. V. Casale)
3. Don't You Know – 2:14 (M. Mothersbaugh)
4. That's Pep! – 2:17 (M. Mothersbaugh)
5. Mr. B's Ballroom – 2:45 (M. Mothersbaugh)
6. Planet Earth – 2:45 (G. V. Casale)